# Красівська сільська рада (Криворізький район)
Кра́сівська сільська́ ра́да (до 2017 — Красінська) — орган місцевого самоврядування у Криворізькому районі Дніпропетровської області. Адміністративний центр — село Красівське.

## Загальні відомості
- Населення ради: 2 750 осіб (станом на 2017 рік)

## Населені пункти
Сільській раді підпорядковані населені пункти:
- с. Красівське
- с. Водяне
- с. Красне
- с. Садове
- с-ще Нові Садки
- с. Новожитомир
- с. Суворовка
- с. Трудове

## Склад ради
Рада складається з 14 депутатів та голови.
- Голова ради: Чудновець Інна Олексіївна
- Секретар ради: Сільянова вікторія Вікторівна

### Керівний склад попередніх скликань
| Прізвище, ім'я, по батькові      | Основні відомості                                                         | Дата обрання | Дата звільнення |
| -------------------------------- | ------------------------------------------------------------------------- | ------------ | --------------- |
| Волинець Володимир Олександрович | Сільський голова, 1947 року народження                                    | 26.03.2006   | 18.05.2009      |
| Шикирявська Надія Анатоліївна    | Сільський голова, 1962 року народження, член Народної партії              | 30.11.2008   | 31.10.2010      |
| Багинська Ольга Йосипівна        | Сільський голова, 1958 року народження, освіта вища, член Партії регіонів | 31.10.2010   |                 |

Примітка: таблиця складена за даними сайту Верховної Ради України

### Депутати
За результатами місцевих виборів 2015 року депутатами ради стали:

#### За округами
| № округу        | Прізвище, ім'я, по батькові      | Дата визнання обраним | Освіта             | Партійна приналежність | Відомості про обраного депутата                          |
| --------------- | -------------------------------- | --------------------- | ------------------ | ---------------------- | -------------------------------------------------------- |
| Партія регіонів |                                  |                       |                    |                        |                                                          |
| 3               | Дорошенко Світлана Володимирівна | 02.11.2010            | вища               | член Партії регіонів   | приватний підприємець                                    |
| 4               | Дорошенко Анатолій Іванович      | 02.11.2010            | середня            | член Партії регіонів   | селянське фермерське господарство «Караліна», директор   |
| 5               | Поліщук Віктор Вікторович        | 02.11.2010            | середня            | член Партії регіонів   | Криворізькі районні електромережі, електромонтер         |
| 8               | Бортнік Любов Григорівна         | 02.11.2010            | вища               | член Партії регіонів   | Красінська сільська рада, секретар                       |
| 10              | Тверденко Олександр Васильович   | 02.11.2010            | середня            | член Партії регіонів   | ТОВ «Дронго», водій                                      |
| 11              | Волошин Сергій Анатолійович      | 02.11.2010            | середня            | член Партії регіонів   | приватний підприємець                                    |
| 12              | Лала Лариса Федорівна            | 02.11.2010            | середня спеціальна | член Партії регіонів   | Красінська сільська рада, головний бухгалтер             |
| 13              | Даніловська Олена Степанівна     | 02.11.2010            | середня спеціальна | член Партії регіонів   | ТОВ «Ніка», бухгалтер                                    |
| 14              | Балабас Наталія Володимирівна    | 02.11.2010            | вища               | член Партії регіонів   | Красінська загальноосвітня школа, вчитель                |
| 15              | Голубєва Галина Михайлівна       | 02.11.2010            | середня спеціальна | член Партії регіонів   | пенсіонер                                                |
| 17              | Лантух Валентина Петрівна        | 02.11.2010            | середня            | член Партії регіонів   | Красінська загальноосвітня школа, бібліотекар            |
| 20              | Ніжейко Алла Тимофіївна          | 02.11.2010            | середня спеціальна | член Партії регіонів   | Красінська сільська рада, спеціаліст                     |
| Самовисування   |                                  |                       |                    |                        |                                                          |
| 1               | Пунтус Іван Іванович             | 02.11.2010            | вища               | позапартійний          | тимчасово не працює                                      |
| 2               | Пантолік Михайло Степанович      | 02.11.2010            | вища               | позапартійний          | приватний підприємець                                    |
| 6               | Макуха Олександр Георгійович     | 02.11.2010            | середня спеціальна | позапартійний          | ВАТ «Криворіжгаз», водій                                 |
| 7               | Яценко Сергій Олексійович        | 02.11.2010            | середня спеціальна | позапартійний          | ВАТ «Криворіжгаз», майстер                               |
| 9               | Поважнюк Віктор Володимирович    | 02.11.2010            | вища               | позапартійний          | селянське фермерське господарство «Каскад», різноробочий |
| 16              | Чудновець Олексій Володимирович  | 02.11.2010            | вища               | позапартійний          | ТОВ СП «Колорит», агроном                                |
| 18              | Пантус Людмила Арсентіївна       | 02.11.2010            | середня спеціальна | позапартійна           | селянське фермерське господарство «Каскад», робоча       |
| 19              | Гладченко Ірина Миколаївна       | 02.11.2010            | середня            | позапартійна           | ТОВ «Інтеп», бригадир — садовод                          |